# Grignolino d'Asti
Il Grignolino d'Asti è un vino DOC la cui produzione è consentita nella provincia di Asti.

## Caratteristiche organolettiche
- colore: rosso rubino più o meno intenso con tendenza ad una tonalità arancione se invecchiato.
- odore: profumo caratteristico e delicato.
- sapore: asciutto leggermente tannico, gradevolmente amarognolo con persistente retrogusto.

## Storia
Il Grignolino è uno dei grandi vini caratteristici del Piemonte ed il suo valore viene ancor più elevato dalla limitata quantità prodotta.
Il nome "Grignolino" deriva quasi sicuramente da "grignòle", termine con cui vengono indicati in lingua piemontese i vinaccioli, di cui abbondano gli acini, anche se un'altra tesi lo fa originare dal verbo "grignare" che, sempre in dialetto astigiano, significa ridere.
Noti ampelografi, come Demaria e Leardi, attestano che i nomi più antichi del Grignolino, e di parecchie sue sottovarietà, erano: Barbesino, Balestra, Verbesino, Arlandino, Rossetto. Sebbene le prime notizie sul Grignolino risalgano alla fine del Settecento, sembra che esso fosse da tempo conosciuto e venisse utilizzato per produrre quei vini "chiaretti" già nel Cinquecento.
La sua origine è senz'altro localizzata nei colli tra Asti e Casale, che tuttora costituiscono la principale zona di coltura, anche se si diffuse in altre parti della provincia di Alessandria. Un tempo il territorio del Grignolino era molto più esteso, ma il diffondersi in Europa delle micidiali malattie della vite portò come conseguenza la riduzione delle zone di coltura di molti vitigni ed in particolare del Grignolino, che di queste malattie risentì più degli altri.
Il Grignolino può vantare una schiera di amatori, alcuni dei quali famosi, basti ricordare Giovanni Lanza, presidente del consiglio dal 1869 al 1873, produttore egli stesso di questo raffinato vino, e Re Umberto I che lo preferì più di ogni altro alla sua mensa, un amante del Grignolino è anche papa Francesco.

## Abbinamenti consigliati
Antipasti all'italiana, minestre sia in brodo sia asciutte, torte di verdura, carni bollite, formaggi. È uno dei pochi vini rossi consigliati anche con il pesce.

## Produzione
Provincia, stagione, volume in ettolitri
- nessun dato disponibile